# 脾虚
脾虚，中医术语。脾虚泛指因劳逸过度、精神压力、饮食作息失调等引起的一系列原因引起的消化和生理功能失常的病症。
脾统血，脾有统摄血液的作用；若脾气虚不能统血，可见便血、崩漏等症。病理上则表现出腹胀便溏、舌苔白厚、倦怠少气等症。脾虚在中医中是非常常见的病症，常用于健脾的药食有茯苓、薏米等。